# Championnat de Pologne de football 1960
Navigation
Édition précédente Édition suivante
La saison 1960 du championnat de Pologne est la trente-deuxième saison de l'histoire de la compétition. Cette édition a été remportée par le Ruch Chorzów, devant le Legia Varsovie.

## Les clubs participants
| Club              | Ville     |
| ----------------- | --------- |
| Gornik Zabrze     | Zabrze    |
| Gwardia Varsovie  | Varsovie  |
| Lechia Gdańsk     | Gdańsk    |
| Legia Varsovie    | Varsovie  |
| LKS Łódź          | Lódź      |
| Odra Opole        | Opole     |
| Pogoń Szczecin    | Szczecin  |
| Polonia Bydgoszcz | Bydgoszcz |
| Polonia Bytom     | Bytom     |
| Ruch Chorzów      | Chorzów   |
| Stal Sosnowiec    | Sosnowiec |
| Wisła Cracovie    | Cracovie  |

## Compétition

### Classement
| Rang | Équipe             | Pts | J  | G  | N | P  | Bp | Bc | Diff |
| ---- | ------------------ | --- | -- | -- | - | -- | -- | -- | ---- |
| 1    | Ruch Chorzów       | 30  | 22 | 12 | 6 | 4  | 41 | 29 | +12  |
| 2    | Legia Varsovie     | 29  | 22 | 12 | 5 | 5  | 40 | 26 | +14  |
| 3    | Górnik Zabrze      | 28  | 22 | 12 | 4 | 6  | 52 | 32 | +20  |
| 4    | Odra Opole (P)     | 27  | 22 | 10 | 7 | 5  | 43 | 28 | +15  |
| 5    | Polonia Bydgoszcz  | 22  | 22 | 9  | 4 | 9  | 30 | 43 | -13  |
| 6    | Polonia Bytom      | 21  | 22 | 7  | 7 | 8  | 42 | 36 | +6   |
| 7    | Stal Sosnowiec (P) | 21  | 22 | 9  | 3 | 10 | 30 | 27 | +3   |
| 8    | Wisła Cracovie     | 20  | 22 | 7  | 6 | 9  | 29 | 38 | -9   |
| 9    | Lechia Gdańsk      | 18  | 22 | 7  | 4 | 11 | 25 | 35 | -10  |
| 10   | ŁKS Łódź           | 18  | 22 | 5  | 8 | 9  | 28 | 36 | -8   |
| 11   | Gwardia Varsovie   | 17  | 22 | 6  | 5 | 11 | 31 | 37 | -6   |
| 12   | Pogoń Szczecin     | 13  | 22 | 3  | 7 | 12 | 25 | 53 | -28  |

| Légende | Légende               |
| ------- | --------------------- |
|         | Champion de Pologne   |
|         | Relégation en II Liga |
|         | (P) : Promu           |

## Meilleurs buteurs
| # | Joueur               | Équipe            | Buts |
| - | -------------------- | ----------------- | ---- |
| 1 | Marian Norkowski     | Polonia Bydgoszcz | 17   |
| 2 | Engelbert Jarek (pl) | Odra Opole        | 15   |
|   | Jan Liberda          | Polonia Bytom     | 15   |